# Ludwik Ehrlich
Ludwik Ehrlich (geb. 11. April 1889 in Ternopil; gest. 31. Oktober 1968 in Kraków) war ein polnischer Rechtswissenschaftler und Richter am Internationalen Gerichtshof in Den Haag. Von 1924 an war er Professor für Völkerrecht an der Universität Lwów, ab 1945 an der Universität Krakau.

## Leben
Ludwik Ehrlich verbrachte seine Jugend in Tarnopol und Lwów und studierte Recht und Philosophie in Halle, Berlin und Universität Oxford. 1916 erhielt er einen Lehrauftrag an der Universität Oxford, 1917 folgte er einem Ruf an die UC Berkeley. 1920 kehrte er nach Lwów zurück und unterrichtete dort Internationales Recht und Staatsrecht. Es folgte eine Karriere in Europa an verschiedenen Universitäten, darunter Den Haag, Prag, Iaşi und London.
Im Zweiten Weltkrieg wurde Ehrlich von den Deutschen in seinem Versteck entdeckt und gefangen genommen. Nach der Befreiung Polens vom Nationalsozialismus 1945 lehrte er in Kraków. Außerdem saß er dem Ständigen Schiedshof in Den Haag bei und war an zahlreichen Verfahren gegen Nationalsozialisten, vor allem in Polen, beteiligt. Seine Position für die individuelle Verantwortbarkeit von nationalsozialistischen Verbrechen fand Eingang in die internationale Rechtsprechung wie die Nürnberger Prozesse.